# Гродненская иешива
Гродненская иешива (Иешива Шаар ха-Тора) — ортодоксальная иешива, созданная  в период Первой мировой войны. По мнению некоторых исследователей - одна из лучших иешив Восточной Европы.

## История
Гродненская иешива была основана между 1914 и 1916 годами. Студентами стали выходцы из различных иешив региона, утратившие возможность обучаться в связи с военными действиями. Раввин Рафаэль Альтер Шмуелевиц был назначен рош иешивой (деканом) нового учебного заведения. В 1920 году, по настоянию раввина Йосефа Шломо Каханемана, а также при поддержке раввина Исраэля Меира Коэна (Хафец Хаим) и раввина Хаима Ойзера Гродзенского, известный талмудист, раввин Шимон Шкоп стал новым рош иешивой. Примерно в то же время раввин Шломо Харкави был назначен на должность контролёра за соблюдением правил - машгиаха. Харкави отличался особым подходом к работе со студентами: вместо того, чтобы напрямую подходить к ученику и упрекать его за несоблюдение правил, он просто говорил о подобном проступке с другим человеком, находясь в пределах слышимости провинившегося студента. К середине 1920-х годов иешива в Гродно вошла в число крупнейших мировых центров изучения Торы.
Студенты гродненской иешивы были известны усердием: средний ученик занимался по пятнадцать часов в день. Самых прилежных учеников называли «Гродненскими львами», в оригинале на идише «Ariyos fun Grodno». "Львы" занимались по восемнадцать часов в день. Среди них были Моше Зарецкий и Исраэль Зев Густман, будущие руководители в виленской иешиве Рамайлес. Они оба месяцами оставались в зале для изучения Торы. График иешивы был чрезвычайно строгим: утреннее богослужение шахарит начиналось в семь часов утра, а обучение заканчивалось в час ночи.
Гродненская иешива была разделена на две школы: иешива-кетана для младших учеников и иешива-гедолах для старших.
Во времена своего самого известного патрона - Шимона Шкопа, в гродненской иешиве обучалось более двух сотен студентов.
В период советского наступления на Польшу в 1939 году, иешива была ликвидирована, а ученики, по совету раввина Шкопа, бежали в Вильно. Сам Шкоп был недостаточно здоров для путешествия и остался в Гродно, где вскоре скончался и был похоронен на занеманском еврейском кладбище.
Гродненская иешива Шаар ха-Тора была воссоздана в нью-йоркском районе Куинс. Её возглавил раввин Зелиг Эпштейн, внук раввина Шкопа. Раввин Йосеф Шломо Каханеман открыл еще одну иешиву приемницу гродненской, в израильском Ашдоде.

## Здания иешивы
Зданием где размещалась иешива Шаар ха-Тора специалисты называют строение по улице Калючинской 23 в Гродно.
 Дом был перестроен под отель "Семашко", но сохранил оригинальный объём внешних стен. Кроме того, иешива размещалась за Неманом, неподалёку от деревянной синагоги.

## Галерея

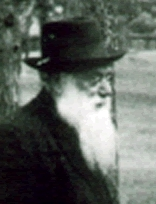
Равинн Шимон Шкоп
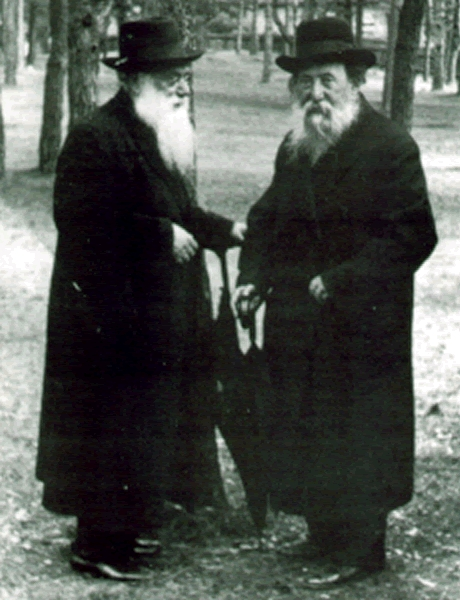
Раввины Шкоп (слева) и Гродзенский